# Henrique de Barros
Henrique Teixeira de Queirós de Barros (* 7. Oktober 1904 in Coimbra; † 21. August 2000 in Lissabon) war ein portugiesischer Agraringenieur, Hochschullehrer, Autor und ein Politiker des Partido Socialista (PS). Er war von 1975 bis 1976 Parlamentspräsident des portugiesischen Parlaments und damit der erste Präsident des portugiesischen Parlaments nach der Nelkenrevolution 1974.

## Leben
Henrique de Barros wurde in der Universitätsstadt Coimbra geboren, der Vater war der Schriftsteller und spätere Politiker João de Barros und die Mutter war Raquel Teixeira de Queiróz, Tochter des Schriftstellers Francisco Teixeira de Queiróz. Barros wuchs in Foz do Douro (Porto) auf und kam 1910 nach Lissabon. Sein engagiert republikanisch gesinnter Vater unterrichtete den Sohn zuhause, da er der Schulbildung der portugiesischen Monarchie misstraute und die er nach der Ausrufung der Portugiesischen Republik 1910 als Leiter der Grundschulbildung im Bildungsministerium (Direção Geral do Ensino Primário) zu verändern suchte. Barros besuchte danach das renommierte Lissabonner Liceu Camões und wandte sich dort auch der Pfadfinderbewegung zu. Er leitete schnell die dortige Gruppe (Grupo 11) und nahm an drei internationalen Pfadfindertreffen teil, die ihm seine ersten Auslandserfahrungen brachten.
Nach dem Abitur studierte er Agrarwissenschaften an der landwirtschaftlichen Hochschule Instituto Superior de Agronomia in Lissabon (1853 als Instituto Agrícola gegründet, seit 1930 Teil der neugeschaffenen Technischen Universität Lissabon). 1928 schloss er sein Studium ab (Abschlussarbeit: Ensaio sobre a História da Colonização Metropolitana). Nach dem folgenden Militärdienst (abgeleistet in Cova da Moura, Lissabon, und in Sacavém) wurde er 1939 Professor an der Technischen Universität Lissabon, seit 1945 mit fester Professur und Leitung des dortigen Fachbereichs Economia rural (Wirtschaft des ländlichen Raums). 
Politisch stand er dem seit 1932 etablierten semifaschistischen Salazar-Regime ablehnend gegenüber und kandidierte 1969 für die demokratische Opposition. Danach ging er in die Überseeprovinz Angola, wo er an der landwirtschaftlichen Fakultät der Universität Luanda (heute Universidade Agostinho Neto) lehrte.
Nach der linksgerichteten Nelkenrevolution am 25. April 1974, die er bei einem Vortrag in Nova Lisboa (heute Huambo) erlebte, und dem folgenden Ende der Diktatur kehrte er ins Mutterland zurück und schloss sich der neu gegründeten Partei Partido Socialista an. Auf Einladung des Generals Spínola gehörte er, als einer von sechs zivilen Vertretern, von Mai 1974 bis März 1975 dem Staatsrat an, wurde 1975 zum Präsidenten der Verfassunggebenden Versammlung gewählt und am 3. Juni 1975 auch erster Parlamentspräsident (bis 1976). Danach war er erster Staatsminister (Assistent des Premiers im Ministerrang) im Kabinett Soares I (1976–1978), der ersten frei gewählten Regierung nach der Revolution. Er entfernte sich danach zunehmend von der Politik und trat am 2. Oktober 1981 aus der Partei aus.

## Persönliches
Henrique de Barros war Sohn des Schriftstellers und Außenministers João de Barros (1881–1960) und eines von vier seiner Kinder. Seine Schwester Teresa Teixeira de Queirós de Barros war mit dem Salazar-Nachfolger Marcelo Caetano verheiratet, sein politischer Gegner, seit der gemeinsamen Schulzeit am Liceu Camões aber auch sein persönlicher Freund.
Er war seit dem 2. Juni 1934 mit Luísa Carmina de Morais Sarmaneto verheiratet, das Paar hatte fünf Kinder.

## Rezeption
Bereits 1979 fand in der Gulbenkian-Stiftung eine Feier für Henrique de Barros zu seinem 50. Berufsjubiläum statt. In Anwesenheit von Staatspräsident Ramalho Eanes und Premierministerin Lourdes Pintasilgo wurde ihm eine vom Künstler José Moura geschaffene Gedenkmedaille überreicht.
2002 wurde eine Büste Henrique de Barros' in der Eingangshalle des Parlamentsgebäude Palácio de São Bento eingeweiht.
Bis heute wird ihm als einem der Väter der Verfassung Portugals gedacht, und auch für die Agrarwissenschaft hat er anhaltende Bedeutung.

## Auszeichnungen
- 31. August 1978: Großkreuz des Christusordens
- 30. Juni 1980: Großkreuz des Ordem da Liberdade (portugiesischer Freiheitsorden)
- 15. Juni 2016: Großkreuz des Ordens des Infanten Dom Henrique (posthum)[3]